# Город на дне моря (фильм, 1971)
«Город на дне моря» (англ. City Beneath the Sea) — научно-фантастический фильм 1971 года, снятый режиссёром Ирвином Алленом.

## Сюжет
2053 год. В удивительном по красоте подводном городе под названием Пасифика, построенном на дне Атлантического океана, правительство США решает спрятать весь золотой запас, который перевозится туда из Форт-Нокса. Президент страны восстанавливает в прежней должности (управляющего Пасифики) адмирала Майкла Мэтьюза и поручает ему руководить процессом транспортировки золота и стратегического запаса ядерного H128. Адмиралу Мэтьюзу сообщают, что безопасной транспортировке ядерного H128 мешает сейсмическая активность на дне океана, которую вызвал приближающийся к земле планетоид. Брат Майкла, Бретт Мэтьюз, узнаёт о переправке ядерного оружия в подводный город и намеревается со своими сообщниками завладеть H128, с помощью которого можно получить неограниченную власть на земле…

## В ролях
- Стюарт Уитман — адмирал Майкл Мэтьюз
- Розмари Форсайт — Лиа Холмс
- Роберт Кольбер — коммандер Вуди Паттерсон
- Берр ДеБеннинг — доктор Агила
- Сюзанна Миранда — Елена
- Пол Стюарт — Бартон
- Уит Бисселл — профессор Холмс
- Ричард Бейсхарт — президент
- Джозеф Коттен — доктор Циглер
- Джеймс Даррен — доктор Талти
- Шугар Рэй Робинсон — капитан Хантер
- Лари Пеннелл — Билл Холмс
- Уильям Брайант — капитан Ландерсон
- Роберт Дауделл — молодой офицер
- Эдвард Дж. Робинсон — доктор Берксон
- Шейла Аллен — блондинка
- Том Дрейк — генерал Патнэм
- Чарльз Диркоп — Джон Куинн
- Роберт Вагнер — Бретт Мэтьюз
- Эрик Л. Нельсон — контролёр Тритон

## Съёмочная группа
- Режиссёр: Ирвин Аллен
- Продюсеры: Ирвин Аллен, Сидни Маршалл
- Сценаристы: Джон Мередит Лукас, Ирвин Аллен
- Оператор: Кеннет Пич
- Композитор: Ричард Ласалль